# Basílio Horta

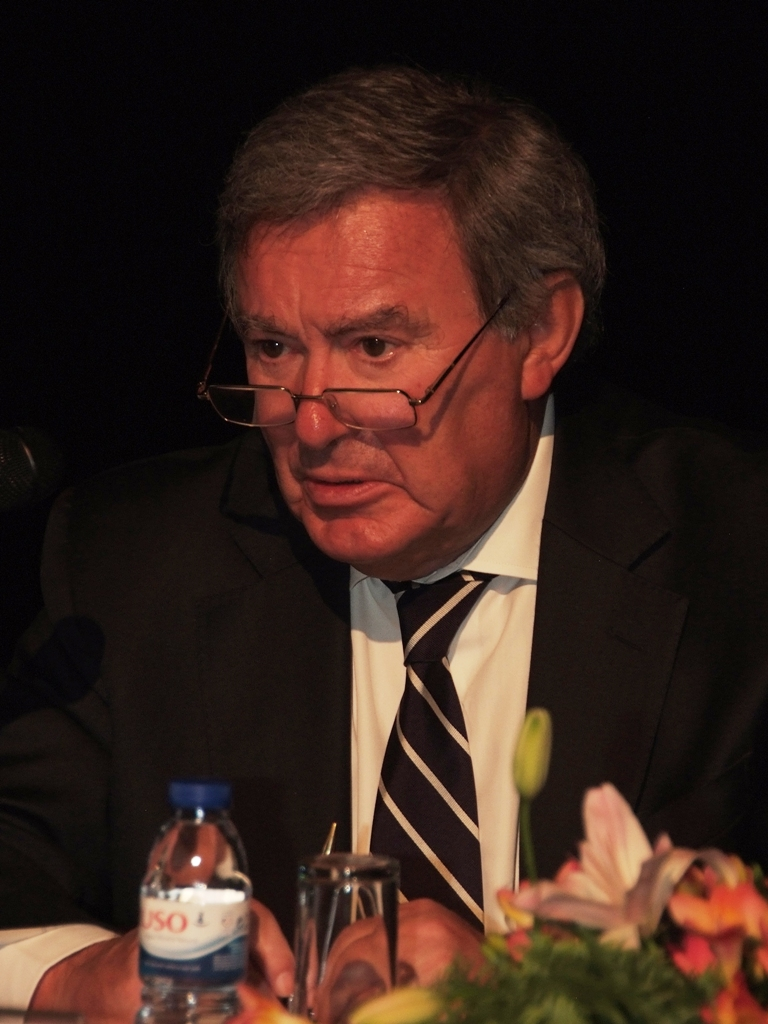
Basílio Horta (2010)

Basílio Adolfo de Mendonça Horta da Franca (* 16. November 1943 in Tábua) ist ein portugiesischer Politiker der Centro Democrático e Social – Partido Popular (CDS-PP) sowie später der Partido Socialista (PS), der mehrmals Minister sowie 1991 Präsidentschaftskandidat war.

## Leben

### Rechtsanwalt, Abgeordneter und Minister
Basílio Adolfo de Mendonça Horta da Franca besuchte die Militärschule Colégio Militar und begann danach ein Studium der Rechtswissenschaften an der Juristischen Fakultät der Universität Lissabon, das er mit einer Licenciatura em Direito abschloss. Er war danach als Rechtsanwalt tätig. Nach der Nelkenrevolution vom 25. April 1974 begann er sein politisches Engagement und war neben Diogo Freitas do Amaral und Adelino Amaro da Costa am 19. Juli 1974 einer der Mitgründer des Centro Democrático e Social (CDS). Am 2. Juni 1975 wurde er Mitglied der Verfassunggebenden Versammlung (Assembleia Constituinte) und vertrat dort für die CDS bis zum 2. April 1976 die Interessen von Lissabon. Danach wurde er als Kandidat der CDS bei der Wahl vom 25. April 1976 erstmals zum Mitglied der Versammlung der Republik (Assembleia da República) gewählt und vertrat in dieser vom 3. Juni 1976 bis 2. Januar 1980 die Interessen von Braga.
Im Kabinett Soares II fungierte er zwischen dem 23. Januar und dem 29. August 1978 als Ministerium für Handel und Tourismus (Ministro do Comércio e Turismo). Das Amt als Minister für Handel und Tourismus übte er vom 3. Januar 1980 bis zum 9. Januar 1981 auch im Kabinett Sá Carneiro aus. Im Anschluss fungierte er zwischen dem 9. Januar und dem 4. September 1981 im Kabinett Pinto Balsemão I als Vize-Premierminister (Adjunto do Primeiro-Ministro) und Staatsminister (Ministro de Estado). Danach bekleidete er vom 4. September 1981 bis zum 9. Juni 1983 im Kabinett Pinto Balsemão II das Amt als Minister für Landwirtschaft, Handel und Fischerei (Ministro da Agricultura, Comércio e Pescas).
Als Nachfolger von Diogo Freitas do Amaral war Horta vom 29. Dezember 1982 bis zu seiner Ablösung durch Francisco Lucas Pires am 20. Februar 1983 kommissarischer Vorsitzender des Centro Democrático e Social. Bei der Wahl vom 25. April 1983 wurde er für die CDS abermals zum Mitglied der Assembleia da República gewählt, in der er in der dritten Legislaturperiode vom 31. Mai 1983 bis zum 3. November 1985 wieder die Interessen von Braga vertrat. Bei der Wahl vom 19. Juli 1987 wurde er als Kandidat der CDS wieder zum Mitglied der Assembleia da República gewählt und vertrat in der fünften Legislaturperiode vom 3. August 1987 bis zum 3. November 1991 nunmehr die Interessen von Porto. Er war zwischen 1988 und 1991 Vizepräsident des CDS sowie zugleich von März 1990 bis Mai 1991 Generalsekretär des CDS.

### Präsidentschaftskandidatur, Ständiger Vertreter bei der OECD und Bürgermeister
Bei den Präsidentschaftswahlen am 13. Januar 1991 kandidierte Horta für das CDS für das Amt des Staatspräsidenten. Er unterlag als Zweitplatzierter mit 14,16 Prozent deutlich gegen Amtsinhaber Mário Soares von der Partido Socialista (PS), auf den bereits im ersten Wahlgang sensationelle 70,35 Prozent der Stimmen entfielen. Drittplatzierte war der Kandidat der Partido Comunista Português (PCP), Carlos Carvalhas, der 12,92 Prozent der Stimmen auf sich vereinigen konnte. Bei der Wahl vom 10. Oktober 1999 wurde Basílio Horta für die Centro Democrático e Social – Partido Popular (CDS-PP) zum Mitglied der Assembleia da República gewählt und vertrat in der achten Legislaturperiode vom 25. Oktober 1999 bis zum 4. April 2002 die Interessen von Viseu. Bei der darauf folgenden Wahl am 17. März 2002 wurde er für die CDS-PP für Porto abermals zum Mitglied der Assembleia da República gewählt. Am 6. Oktober 2002 löste er Ana Maria da Silva Marques Martinho als Ständiger Vertreter Portugals bei der OECD und bekleidete diese Funktion bis zum 2. November 2005, woraufhin Eduardo Ferro Rodrigues seine Nachfolge antrat. Für seine Verdienste wurde ihm am 30. Januar 2006 das Großkreuz des Orden des Infanten Dom Henrique verliehen.
Während der Amtszeit von Premierminister  José Sócrates wurde er Vorsitzender des Verwaltungsrates (Conselho de Administração) der staatlichen Außenhandelskammer Agência para o Investimento e Comércio Externo de Portugal (AICEP), die 2007 durch die Zusammenlegung des Außenhandelsinstituts ICEP (Instituto do Comércio Externo de Portugal) mit der Investitionsagentur AIP (Agência Portuguesa para o Investimento) entstand. Er unterrichtete des Weiteren als Assoziierter Professor am Hochschulinstitut für Sozial- und Politikwissenschaften (Instituto Superior de Ciências Sociais e Políticas). Nachdem er aus der CDS-PP ausgetreten war, wurde er 2009 Mitglied der Partido Socialista (PS) und für diese bei der Wahl am 5. Juni 2011 wieder zum Mitglied der Assembleia da República gewählt und vertrat dort nunmehr in der zwölften Legislaturperiode vom 20. Juni 2011 bis zum 22. Oktober 2015 die Interessen von Leiria. Basílio Horta wurde bei der Kommunalwahl am 29. September 2013 zudem Bürgermeister (Presidente da Câmara Municipal) von Sintra gewählt. Bei der Kommunalwahl am 1. Oktober 2017 und bei der Kommunalwahl am 26. September 2021 in diesem Amt bestätigt.